# Isabel Ruth
Isabel Ruth Silva Roberto dos Santos Lopes (* 6. April 1940 in Tomar) ist eine portugiesische Schauspielerin.

## Leben
Mit 11 Jahren begann sie in Lissabon eine Ballett-Ausbildung bei Ruth Aswin, bevor sie 1958 für zwei Jahre an die Royal Ballet School nach London ging. Zurück in Portugal, schloss sie sich dem Grupo Experimental de Ballet an, aus dem später das Ballet Gulbenkian hervorging. Ruth tanzte hier erfolgreich in verschiedenen Stücken, etwa in Ritmo Violento in der Choreografie von Norman Dickson. Als Schauspielerin stand sie erstmals 1961 auf der Bühne, im Stück O Marinheiro („Der Seemann“) von Fernando Pessoa, im Rahmen einer Veranstaltungsreihe zum 25. Todestag Pessoas (Os 25 Anos da Morte de Fernando Pessoa, im Centro Nacional de Cultura und in der Casa da Comédia). Es folgten weitere Theaterrollen, in Stücken von u. a. Almada Negreiros.
Ihre erste Filmrolle spielte sie 1962 in dem Film, der einen Wendepunkt in der Geschichte des Portugiesischen Films markierte. Os Verdes Anos des Regisseurs Paulo Rocha gilt als erstes Werk des Novo Cinemas, dem „Neuen Portugiesischen Film“. Sie spielt darin eine junge Frau, deren Beziehung zu einem Neuankömmling in der großen Stadt tragisch scheitert. Im Anschluss ging sie ans Teatro Villaret von Raul Solnado, wo sie nach ihrem ersten Stück O Inspector Geral (Der Revisor, von Gogol, inszeniert von Ribeirinho) bis 1967 blieb. In dem Jahr siedelte sie nach Italien über, wo sie sich mit Pier Paolo Pasolini und Bernardo Bertolucci anfreundete. Nach einigen Filmrollen und Theaterstücken (u. a. mit Laura Betti in Il ricatto all teatro, von Dacia Maraini), trat sie in eine neue Lebensphase. Sie unternahm eine ausgedehnte Reise nach Nepal und verbrachte danach einige Zeit in Italien und Spanien, bevor sie 1973 wieder nach Portugal zog, wo sie sich weiterhin von künstlerischen Aktivitäten fernhielt.
Erst ab 1979 stand sie wieder auf der Theaterbühne (im Teatro da Trindade, in Cinema Eden von Marguerite Duras, Inszenierung von Fernando Heitor), und für José Álvaro Morais vor der Filmkamera (in O Bobo). Theater spielte sie danach nur selten, während sie in einer Reihe von Filmen und zunehmend auch für Fernsehserien vor der Kamera stand. Hier waren es vor allem Autorenfilmer wie Manoel de Oliveira, Margarida Gil oder Paulo Rocha, in deren Filmen sie spielte, während sie nur selten in den Telenovelas des Fernsehen auftrat.
Isabel Ruth gilt heute als eine der renommiertesten Schauspielerinnen Portugals. 1999 widmete ihr das Portugiesische Filmmuseum eine Retrospektive, und sie erhielt 2007 einen Globo de Ouro. Bereits 2006 war ihre Fotopoesia veröffentlicht worden, eine Kombination aus Gedichtband und Fotobiografie, mit einem Vorwort von Urbano Tavares Rodrigues.

## Filmografie
- 1963: Die grünen Jahre (Os Verdes Anos, DDR: Die jungen Jahre); R. Paulo Rocha
- 1966: Domingo à Tarde; R: António de Macedo
- 1966: Das Leben ändern (Mudar de Vida); R: Paulo Rocha
- 1967: Edipo Re – Bett der Gewalt (auch als: König Ödipus, orig.: Edipo re); R: Pier Paolo Pasolini
- 1968: Seid nett aufeinander (La rivoluzione sessuale); R: Riccardo Ghione
- 1969: Il rapporto; R: Lionello Massobrio
- 1969: H2S; R: Roberto Faenza
- 1982: Conversa Acabada; R: João Botelho
- 1983: Paisagem Sem Barcos; R: Lauro António
- 1987: O Desejado; R: Paulo Rocha
- 1987: O Bobo; R: José Álvaro Morais
- 1988: Harte Zeiten für unsere Zeiten (Tempos Difíceis); R: João Botelho
- 1988: Agosto; R: Jorge Silva Melo
- 1989: Ausgespielt – Bearskin (Bearskin – An Urban Fairytale); R: Ann Guedes, Eduardo Guedes
- 1990: Malvadez; R: Luís Alvarães
- 1991: Am Ende einer Kindheit (A Idade Maior); R: Teresa Villaverde
- 1992: Xavier; R: Manuel Mozos
- 1992: Terra Fria; R: António Campos
- 1993: Dead Letters; R: Robin Shepperd
- 1993: Am Ufer des Flusses (Vale Abraão); R: Manoel de Oliveira
- 1994: Pax; R: Eduardo Guedes
- 1994: Geschwister (Três Irmãos); R: Teresa Villaverde
- 1994: Die Büchse des Bettlers (A Caixa); R: Manoel de Oliveira
- 1996: A Fachada (Kurzfilm); R: Júlio Alves
- 1997: Sorrisi asmatici, perte terza; R: Tonino De Bernardi
- 1997: Reise an den Anfang der Welt (Viagem ao Princípio do Mundo); R: Manoel de Oliveira
- 1997: O Apartamento (Kurzfilm); R: (Verschiedene)
- 1997: Maigret (TV-Serie, Folge Maigret el l’mprobable Monsieur Owen)
- 1998: Haut und Knochen (Os Ossos); R: Pedro Costa
- 1998: Der goldene Fluss (O Rio de Ouro); R: Paulo Rocha
- 1998: Os Mutantes – Kinder der Nacht (Os Mutantes); R. Teresa Villaverde
- 1998: Unruhe (Inquietude); R: Manoel de Oliveira
- 1999: Apassionate; R: Tonino de Bernardi
- 1999: Trois points sur la rivière; R: Jean-Claude Biette
- 1999: O Anjo da Guarda; R: Margarida Gil
- 1999: Camaradagem (TV); R: Vasco Pimentel
- 2000: Combat d’amour en songe; R: Raúl Ruiz
- 2000: Peixe Lua; R: José Álvaro Morais
- 2000: Erros Meus; R: Jorge Cramez
- 2000: Die Wurzel des Herzens (A Raíz do Coração); R: Paulo Rocha
- 2000: Aniversário (TV); R: Mário Barroso
- 2000: Noites; R: Cláudia Tomaz
- 2001: Cinema (Kurzfilm); R: Fernando Lopes
- 2001: L’homme des foules; R: John Lvoff
- 2001: Ich geh’ nach Hause (Je rentre à la maison); R: Manoel de Oliveira
- 2001: Bernadette von Lourdes (Lourdes, TV); R: Lodovico Gasparini
- 2001: Ajuste de Contas (TV-Serie, 150 Folgen)
- 2001: Rasganço; R: Raquel Freire
- 2002: Sociedade anónima (TV-Serie, Folge "Liberdade")
- 2002: O Delfim; R: Fernando Lopes
- 2002: O Princípio da Incerteza; R: Manoel de Oliveira
- 2004: El coche de pedales; R: Ramón Barea
- 2004: B.R.I.G.A.D. (TV-Serie, Folge Pavillon noir)
- 2004: Vanitas; R: Paulo Rocha
- 2004: Adriana; R: Margarida Gil
- 2005: Espelho Mágico; R: Manoel de Oliveira
- 2007: Es geht voran! (Daqui P’ra Frente); R: Catarina Ruivo
- 2007: Médée miracle; R: Tonino de Bernardi
- 2007: Nadine; R: Erik de Bruyn
- 2009: Um Dia Frio (Kurzfilm); R: Cláudia Varejão
- 2010: O Estranho Caso de Angélica; R: Manoel de Oliveira
- 2010: Amor Cego (Kurzfilm); R: Paulo Filipe
- 2011: Khoreia (Kurzfilm); R: Manuel Guerra
- 2011: E o Tempo Passa; R: Alberto Seixas Santos
- 2011: Os Conselhos da Minha Vida (Kurzfilm); R: André Santos Luís, Miguel Lopes Rodrigues
- 2011: Final; R: Miguel Correia, Daniel Sousa
- 2011: Viagem a Portugal; R: Sérgio Tréfaut
- 2011: Olhos Vermelhos; R: Paulo Rocha
- 2012: A Vingança de Uma Mulher; R: Rita Azevedo Gomes
- 2013: Versailles (Kurzfilm); R: Carlos Conceição
- 2015: Se Eu Fosse Ladrão, Roubava; R: Paulo Rocha
- 2015: Cinzas e Brazas; R: Manuel Mozos
- 2016: Weil ich dich liebe; R: Christina Schiewe Fernsehfilm
- 2017: Treblinka; R: Sérgio Tréfaut
- 2018: Raiva; R: Sérgio Tréfaut
- 2018: O Sapo e a Rapariga (Kurzfilm); R: Inês Oliveira
- 2018: Sunday (Kurzfilm); R: Hanspeter Ammann, Ricardo Vieira Lisboa
- 2019: Portugal Não Está à Venda; R: André Badalo
- 2020: Ordem Moral; R: Mário Barroso (2021 auch TV-Mehrteiler)
- 2020–2021: Crónica dos Bons Malandros (TV-Mehrteiler)
- 2021: Esperança (TV-Mehrteiler)
- 2021: Boa Noite (Kurzfilm); R: Catarina Ruivo
- 2022: Por Ti (Telenovela, 4 Folgen)